# Azrieli Center
El Centre Azrieli és un complex de negocis de Tel-Aviv. Consta de tres gratacels que són connectats a la base per un centre comercial. El centre va ser dissenyat originalment per l'arquitecte israelià-americà Eli Attia i acceptat per la societat d'arquitectes Moore Yaski Sivan, després d'haver discutit amb els desenvolupadors del projecte. El centre porta el nom d'Azrieli, el propietari del complex i de l'empresa Azrieli Group.

## Arquitectura
El Centre Azrieli cobreix un terreny de 34.500 metres quadrats al centre de Tel-Aviv. El cost de construcció s'estima en 350 milions de dòlars.
Les Torres Azrieli són tres:
- La torre circular, la més grossa, que mesura 195 metres i les obres van començar el 1996. La torre té 49 pisos, el que en fa l'edifici més alt de la ciutat de Tel-Aviv i el segon d'Israel després de la Torre Moshe Aviv, construïda a Ramat Gan el 2001. En la planta 48 hi ha l'oficina personal d'Azrieli i la planta superior té una plataforma d'observació interior i un restaurant de luxe. Totes les plantes del de l'edifici té una àrea circular d'1.520 m² i un diàmetre de 44 m.[1]
- La torre triangular té una altura de 179 metres i es va acabar el 1999. Té 46 pisos i Bezeq, un operador nacional de telecomunicacions d'Israel, hi ocupa 13 plantes.
- La torre quadrada és la més recent, es va completar al juny de 2007, té 42 plantes i es mesura 164 m d'altura. La construcció es va aturar el 1998 per mor de desacords sobre la planificació i es va obrir al públic la part ja construïda. Les obres es van reprendre en 2006.[2]
- Una quarta torra, La Torre Espiral és en via de construcció i atenyerà una alçada de 350 metres. Sera un edifici mixt d'oficis, hotels, habitatge i comerç.[3]

## Centre Comercial
El Centre Comercial Azrieli és un dels més grossos en tot Israel. Té al voltant de 30 restaurants, taulells de menjar, cafeteries i llocs de menjar ràpid. La planta superior del centre comercial és un lloc de reunió popular per als adolescents, i molts fòrums en línia hi organitzen tertúlies durant els dies festius nacionals.
A causa de les altes i constants amenaces de terrorisme, les torres Azrieli són protegits per impedir accions terroristes, igual que molts edificis a Israel.

## Accés
Al complex es pot accedir directament des de l'autopista Ayalon, que creua la ciutat de nord a sud, també amb tren des de l'estació Tel-Aviv HaShalom i des de la terminal d'autobusos de Tel-Aviv des de l'any 2000.

## Galeria d'imatges

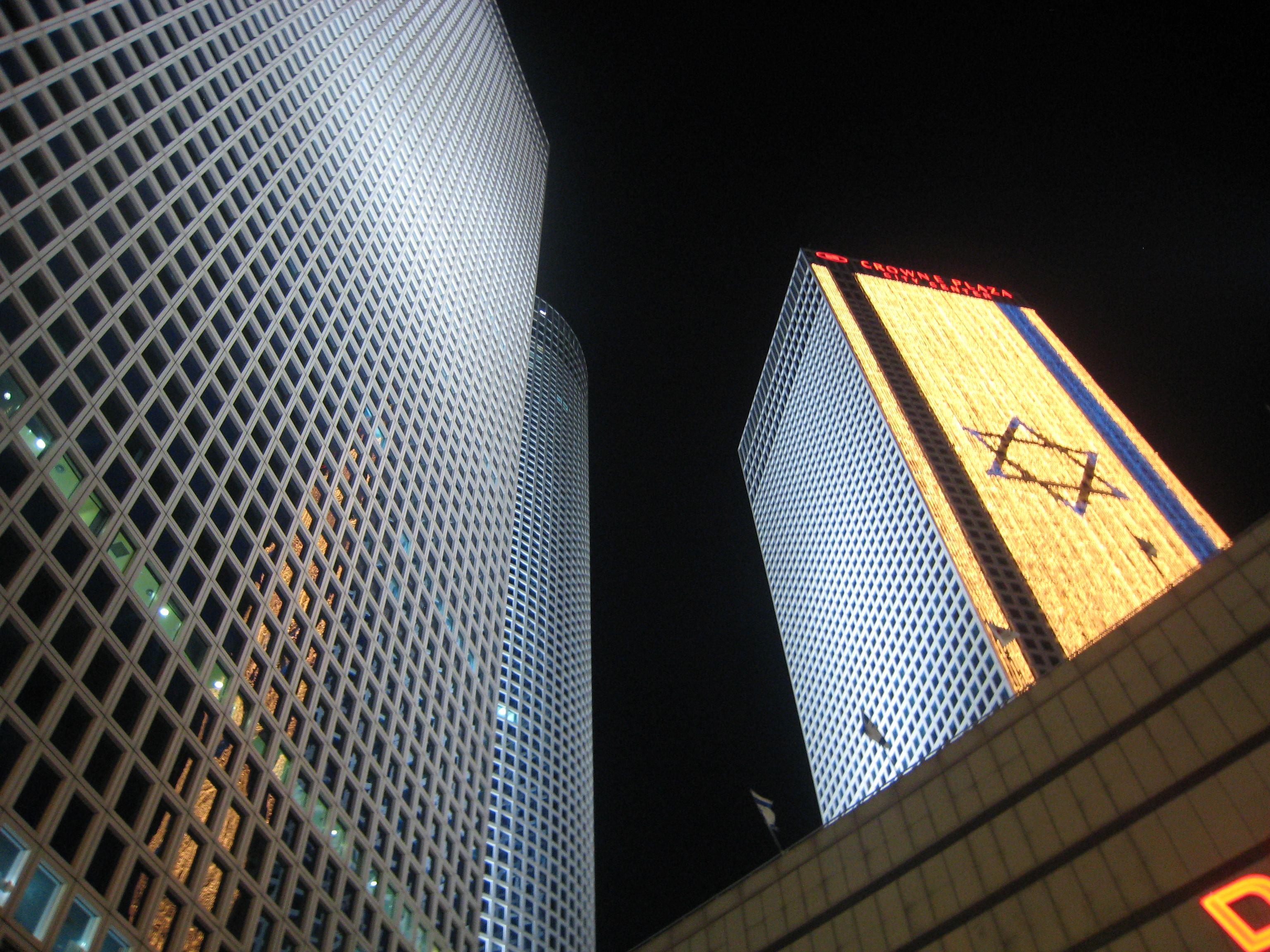
Un dels gratacels amb la bandera d'Israel.
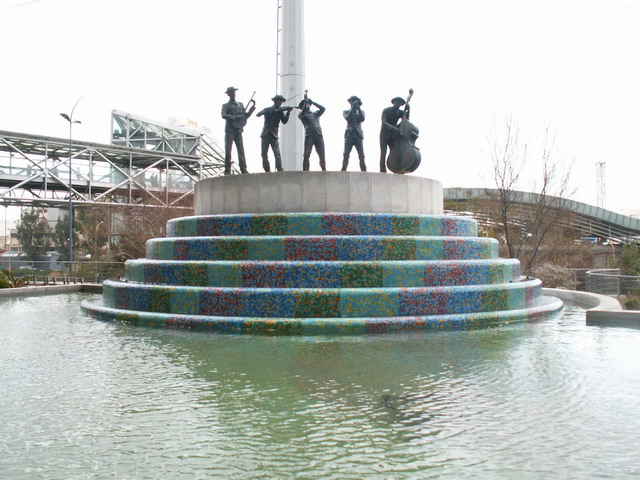
Font en el recinte del Centre Azrieli.
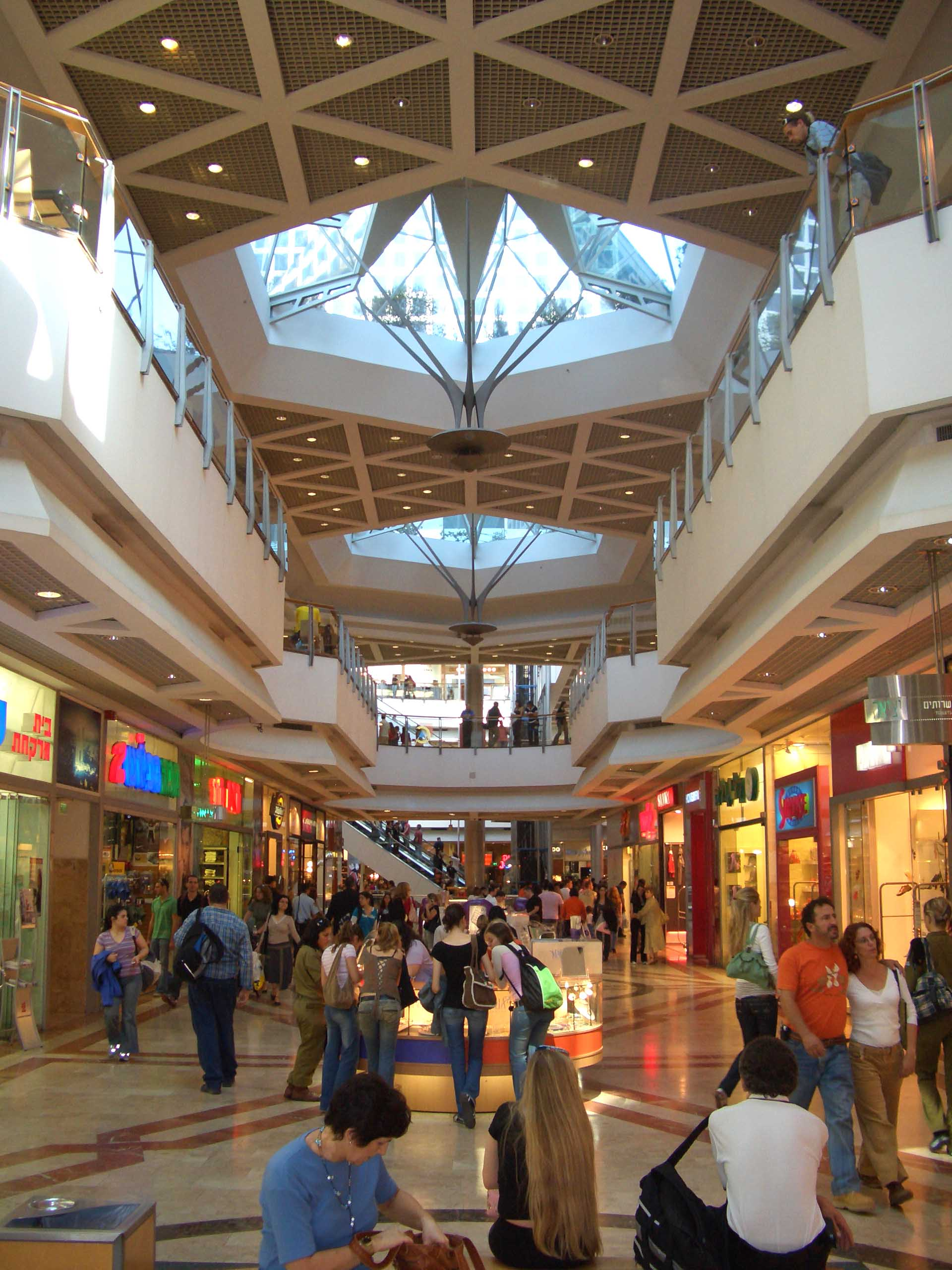
Interior del centre comercial.
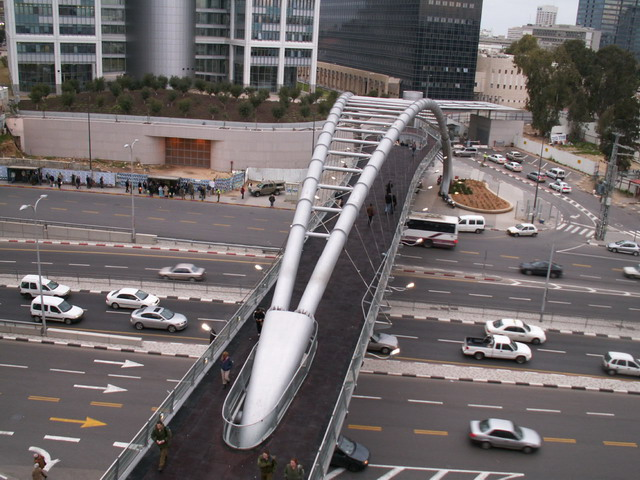
Pont per a vianants damunt de l'autovia.
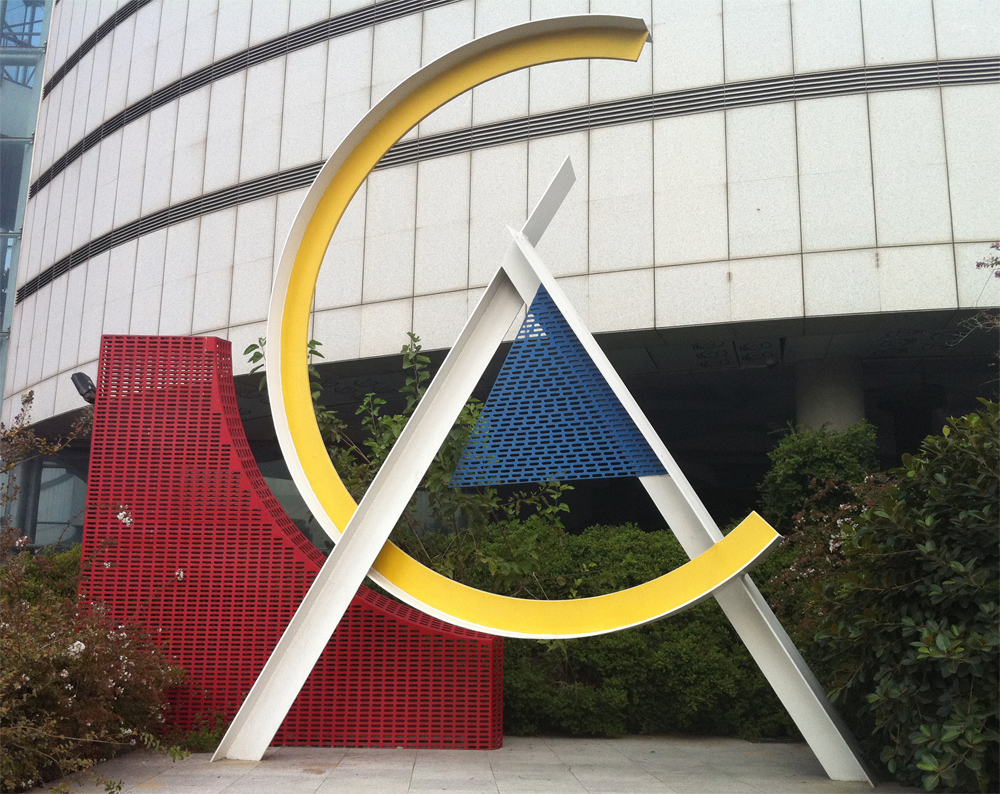
Logo del centre.